# Coussarea rafa-torresii
Coussarea rafa-torresii är en måreväxtart som beskrevs av Attila L. Borhidi. Coussarea rafa-torresii ingår i släktet Coussarea och familjen måreväxter. Inga underarter finns listade i Catalogue of Life.